# Fayl (Fluss)
Der Fayl ist ein kleiner Fluss in Frankreich, der im Département Haute-Marne in der Region Grand Est verläuft. Er entspringt im Gemeindegebiet von Fayl-Billot, entwässert anfangs Richtung Westnordwest, schwenkt dann auf Südsüdwest und mündet nach rund 15 Kilometern im Gemeindegebiet von Belmont als linker Nebenfluss in den Salon.

## Orte am Fluss
(Reihenfolge in Fließrichtung)
- Ferme de Louvière, Gemeinde Fayl-Billot
- Fayl-Billot
- Bussières-les-Belmont, Gemeinde Champsevraine
- Belmont